# ماري سميث
ماري سميث (بالإنجليزية: Mary Smith) هي عالمة نفس أسترالية، ولدت في 22 نوفمبر 1909، وتوفيت في 25 نوفمبر 1989 في North Adelaide ‏ في أستراليا.